# Куруковский договор
Куруковский договор (пол. Ugoda kurukowska) — договор между польским коронным гетманом Станиславом Конецпольским и запорожскими казаками, заключённый 26 октября (5 ноября) 1625 года в урочище Медвежьи Лозы возле озера Куруково.
Иногда также именуются как «договор в Медвежьих Лозах».

## Предпосылки
После походов на Русское царство в первые два десятилетия XVII века и участия в Битве под Хотином (1621) казаки считали себя недостаточно вознаграждёнными со стороны короля Польши. Условия «Раставицкой комиссии» 1619 года, требующие подчинения землевладельцам, на территории которых находятся (временно или постоянно) казацкие поселения, и отказа от морских походов и уничтожения казацких челнов, ими фактически игнорировались. Вольная казацкая жизнь привлекала всё больше желающих, лишая крупных землевладельцев «поспольных людишек». Ставшая внушительной военная сила казацких отрядов также привлекала к себе тех или иных представителей как влиятельных кругов, так и откровенных самозванцев.
Эта активность «не нравилась» как Польше, так и ещё в большей мере Османской империи, чьи интересы в Молдавском и Крымском вопросе казаки, выступившие на стороне ханов Магомеда и Шагина Гереев, очевидным образом затрагивали. С избранием гетманом Жмайло, поддержанного наиболее радикально настроенной частью казачества, ситуация ещё больше усугубилась. С целью наведения порядка среди подданных польского короля с Подолья на Днепр двинулся коронный гетман Станислав Конецпольский во главе 30 тысяч квартяного войска (наёмного войска, состоящего не из шляхты и нанимаемого за счет четвёртой части (кварты) доходов от королевских имений), 3-х тысяч наёмной немецкой пехоты и отрядов, собранных крупными землевладельцами.
15 октября 1625 года польское войско подошло к городу Черкассы. Находившиеся там казаки, как и ранее каневские, просили Конецпольского не тревожить их до тех пор, пока не возвратится с Запорожья гетман Жмайло, и сами отправились к Запорожью. Казаки тянули время, и Конецпольский, понимая это, приказал войску продолжать продвигаться вслед за ними по течению Днепра. К 21 октября дошли до Крылова. Казаки опять просили коронного гетмана обождать Жмайло, который прибыл к Крылову с артиллерией 25 октября. Конецпольский отправил к нему переговорщиков с условиями польской стороны, которые необходимо было принять.
Казаки на раде признали условия тяжёлыми и отказались их принять. Казаки считали законной наградой за свои услуги Речи Посполитой: свободное пользование землями (даже принадлежащим землевладельцам); право принимать на Запорожье всех тех, кто туда пришёл; право свободного выбора своих властей и православной веры.

## Поражение казаков
Казаки тем временем укрепились за рекой Цибульником у Днепра, где, несмотря на численное превосходство, они были разбиты поляками. Сражение происходило 29 октября возле существовавшего ещё в XIX веке села Табурища, которое отсюда и получило своё название. Разбитые казаки с Жмайло в ночь с 30 на 31 двинулись дальше вниз по Днепру и укрепились опять в урочище Медвежьи Лозы «около старого городища, в пол четверти мили от озера называемого Куруково». Здесь они опять потерпели поражение и принуждены были согласиться на несколько смягченные условия.
5 ноября 1625 казаки переизбрали гетмана, и вместо Жмайло им стал Михаил Дорошенко, а на следующий день подписали договор и присягнули на верность польской короне.

## Условия договора
- казаки не имели впредь права совершать какие-либо походы (как морские так и сухопутные) без разрешения польского короля, как не имели права сами вести переговоры с соседними государствами;
- казацкий реестр сокращался до 6 тысяч казаков, которые должны были исполнять обязанности пограничной стражи — из них одна тысяча должна была жить на Запорожье, а остальные пребывать на границах Киевского, Черниговского и Брацлавского воеводств в готовности исполнять указания властей;
- все не вошедшие в реестр обязаны были вернуться в то общественное состояние, в котором они находились до прибытия в Запорожье;
- казаки, вписанные в реестр, пользовались «казацкими вольностями»: личной свободой, правом быть судимыми своим войсковым судом, заниматься звериным и рыбным промыслами и торговлей;
- казаки в реестре должны были получать денежное жалование;
- «старшого» над казаками назначало польское государство;
- те казаки, что проживают на королевских землях, остаются как были, те же, кто жил на землях духовенства или шляхты, мог остаться на них лишь с разрешения владельцев и лишь в качестве их подданных. Если же казак не соглашался подчиняться этому — то он должен был оставить эти земли в течение 12 недель.

## Дальнейшие события
Новым «старшим» или гетманом вместо Жемайло польской стороной был назначен Михаил Дорошенко. Осенью и зимой 1625 года он вместе с представителями польских землевладельцев (т. н. «комиссией») объезжал земли, чтобы отделить «выписчиков» (выписанных из реестра) от казаков, при этом первые фактически лишались всех «казацких привилегий» и переходили в поспольство к землевладельцам. До куруковской комиссии численность казачьего войска доходила до 50 тысяч. Впрочем, вскоре условия договора оказались нарушенными обеими сторонами.
Прошло чуть меньше года, и Польше вновь понадобились многотысячные отряды казаков в войне со Швецией. Последние же уже в 1628 году «не спросясь» отправились в Крым на помощь крымским ханам Гиреям — по пути они сожгли турецкий Исланкермен.
В этом походе при битве у Бахчисарая был убит Дорошенко, но казаки все равно разбили сторонника Блистательной Порты Кантемир-мурзу. Новым гетманом (также в нарушение договора) был избран Грицько Чёрный (Григорий Савич), который уже в 1629 году сражался со своими казаками под знаменами короля Польши. Впрочем, уже в 1630 году он был «жестокосердно замучан», пытаясь усмирить истребление польских жолнеров (солдат-наёмников) в Киевском воеводстве.
Гетманом вместо него стал Тарас Федорович — «Трясило», возглавивший бунтующих, поражение которого в осаде Переяславля явило новые короткоживущие «Переяславские пакты».